# Gmina miejska Pantelej
Gmina miejska Pantelej (serb. Gradska opština Pantelej / Градска општина Пантелеј) – gmina miejska w Serbii, w okręgu niszawskim, w mieście Nisz. W 2018 roku liczyła 53 377 mieszkańców.